# Bundesverband Naturkost Naturwaren

Logo des Bundesverband Naturkost Naturwaren

Der Bundesverband Naturkost Naturwaren e. V. (BNN) ist der deutsche Interessenverband der Hersteller und Händler von Bio-Lebensmitteln. Der eingetragene Verein hat seinen Sitz in Berlin. Er vertritt die größten Bio-Supermärkte und Biowarenhäuser in Deutschland auf politischer und wirtschaftlicher Ebene.

## Geschichte
Die Verbandsgeschichte geht bis in das Jahr 1983 zurück.
Der Verband wurde zunächst am 12. Dezember 1988 als Bundesverband der Naturkost und Naturwaren-Großhändler e. V. (BNN-Großhandel, BNN-GH) mit Sitz Bonn in das dortige Vereinsregister eingetragen und später in Bundesverband Naturkost Naturwaren Herstellung und Handel e. V. umbenannt. Bereits am 11. Oktober 1988 wurde der Bundesverband Naturkost Naturwaren Einzelhandel e. V. (BNN-Einzelhandel, BNN-EH) in das Bonner Vereinsregister eingetragen.
Im Jahr 2007 wurde der Sitz des Bundesverband Naturkost Naturwaren Herstellung und Handel e. V. nach Berlin verlegt und am 31. Mai des Jahres in das dortige Vereinsregister eingetragen. Zum 1. Januar 2013 wurde der zuvor eigenständige BNN-Einzelhandels-Verband Teil des seither Bundesverband Naturkost Naturwaren e. V. heißenden Gesamtverbands mit Sitz in Berlin.

## Mitglieder
Im BNN sind neben den größten Biosupermarktketten in Deutschland dennree, Alnatura und Bio Company, auch kleinere Händler und Handelsketten vertreten. Bio-Supermärkte und Biowarenhäuser in Deutschland auf politischer und wirtschaftlicher Ebene vertreten. Zu den Gründungsmitgliedern gehört Herbaria.

## Aufgaben
Der Verband betreibt Lobbyarbeit und vertritt seine Mitglieder auf politischer Ebene. Er wirkt in zahlreichen Gremien und Ausschüssen an internationalen und nationalen Gesetzesvorhaben mit, beispielsweise an Regelungen wie der Europäischen Öko-Verordnung und beim Ökolandbaugesetz. Außerdem verabschiedet der Verband Qualitätsrichtlinien für den Naturkostfachhandel, zum Beispiel die Orientierungswerte für Pestizidrückstände bei Bioprodukten und den Beschluss zur Volldeklaration sämtlicher Lebensmittelbestandteile. Das verbandseigene Monitoring-System für Obst und Gemüse im Naturkosthandel ergänzt die etwaige übrigen Prozesskontrollen im Ökolandbau mit dem Ziel, mögliche Schwachstellen in der Qualitätssicherung durch Rückstandskontrollen aufzudecken und abzustellen.
Der Verband hat ein einheitliches Preislistenformat definiert, das von den führenden Großhändlern verwendet wird.
Der Verband ist Mitglied der Internationalen Vereinigung der ökologischen Landbaubewegungen (IFOAM) und des Bundes Ökologische Lebensmittelwirtschaft (BÖLW).